# Basada en hechos reales
Basada en hechos reales (en francés: D'après une histoire vraie) es una película de drama de 2017 coproducida internacionalmente, dirigida por Roman Polanski. Fue estrenada en la competición en Festival de Cannes 2017.

## Sinopsis
Delphine es una sensible y atormentada novelista de éxito, paralizada ante la idea de tener que comenzar a escribir una nueva novela. Su camino se cruza entonces con el de Elle, una joven encantadora, inteligente e intuitiva. Elle comprende a Delphine mejor que nadie, y pronto se convierte en su confidente. Delphine confía en Elle y le abre las puertas de su vida. Pero ¿quién es Elle en realidad? ¿Qué pretende? ¿Ha venido para darle un nuevo impulso a la vida de Delphine o para arrebatársela?

## Reparto
- Eva Green como Elle.
- Emmanuelle Seigner como Delphine.
- Camille Chamoux como Oriane.
- Vincent Perez
- Dominique Pinon
- Alexia Séféroglou

## Recepción
D'après une histoire vraie recibió reseñas mixtas de parte de la crítica y de la audiencia. En la página web Rotten Tomatoes, la película obtuvo una aprobación de 52%, basada en 23 reseñas, con una calificación de 5.5/10, mientras que de parte de la audiencia tuvo una aprobación de 30%, basada en 62 votos, con una calificación de 3.0/5.
Metacritic le dio a la película una puntuación 43 de 100, basada en 8 reseñas, indicando "reseñas mixtas". En el sitio web IMDb los usuarios le han dado una calificación de 5.6/10, sobre la base de 1527 votos. En la página FilmAffinity tiene una calificación de 5.5/10, basada en 293 votos.